# سیبیل تیبورتین

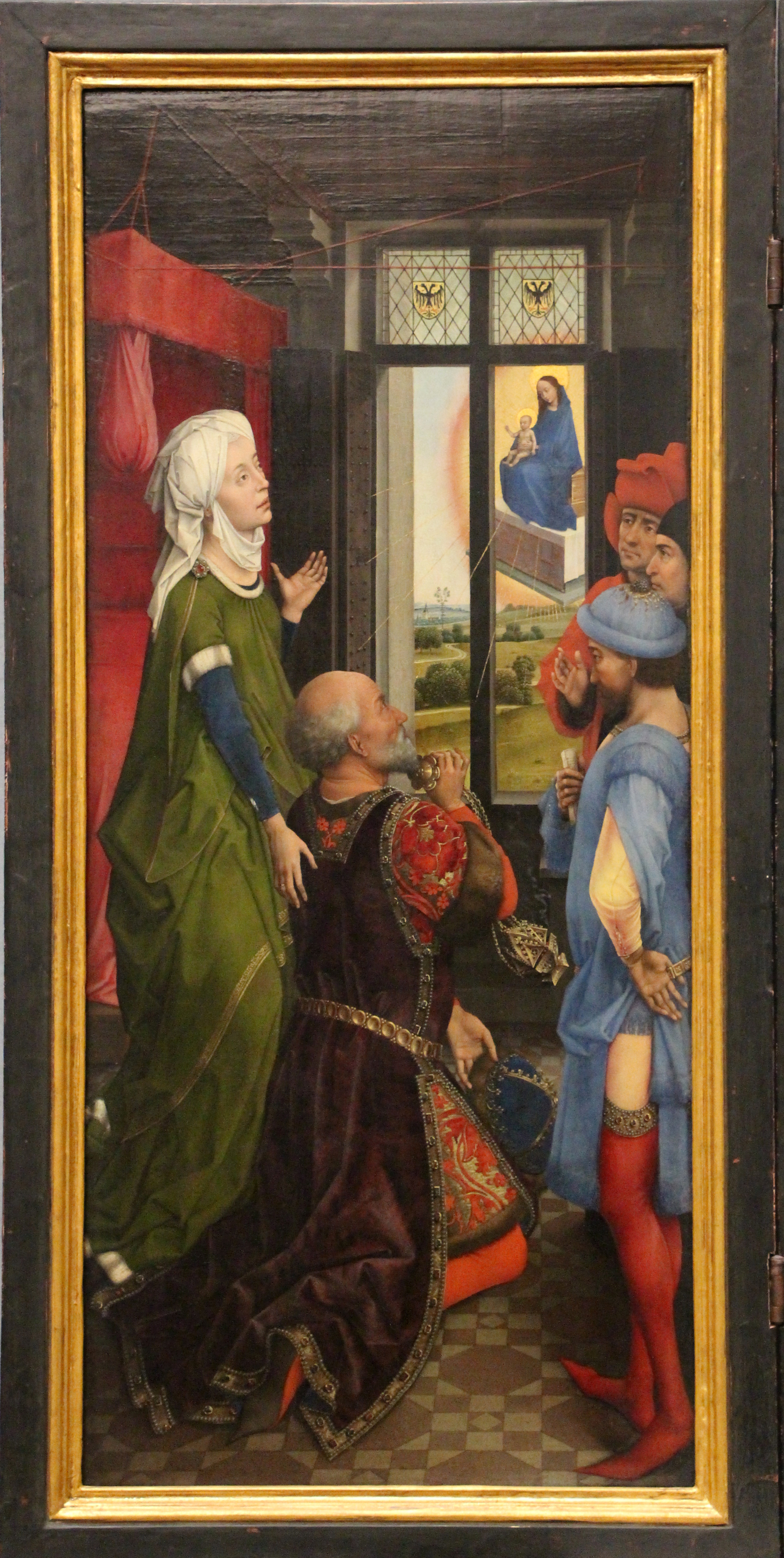
سیبیل تیبورتین

سیبیل تیبورتین (انگلیسی: Tiburtine Sibyl) یک سیبیل (پیشگو) در  روم باستان بود که محل زندگی او  شهر باستانی تمدن اتروسکی  (امروزه تیولی (ایتالیا)) بود.